# Крістіан Расмуссен (футболіст)
Крістіан Теодор Кьєлдер Расмуссен (дан. Christian Theodor Kjelder Rasmussen, нар. 19 січня 2003, Люнгбю, Данія) — данський футболіст, нападник амстердамського «Аякса».

## Ігрова кар'єра

### Клубна
Крістіан Расмуссен є вихованцем данського клубу «Норшелланн». У лютому 2019 року футболіст підписав контракт з нідерландським «Аяксом». А вже наступного сезону Расмуссен дебютував у дублюючому складі «Йонг Аякс» у турнірі Еерстедивізі. В серпні 2021 року нападник продовжив контракт з «Аяксом» до 2024 року.
8 січня 2023 року Крістіан зіграв першу гру за основу «Аякса» в чемпіонаті Нідерландів. У квітні 2023 року продовжив контракт з амстердамцями до 2027 року.
Перед сезоном 2023/24 Расмуссен повернувся до Данії, де на правах оренди продовжив кар'єру у рідному клубі «Норшелланн». У складі данського клубу футболіст брав участь у матчах групового раунду Ліги конференцій.

### Збірна
Виступав за юнацькі збірні Данії. У червні 2023 року дебютував у складі молодіжної збірної Данії.